# Franz Porzsolt

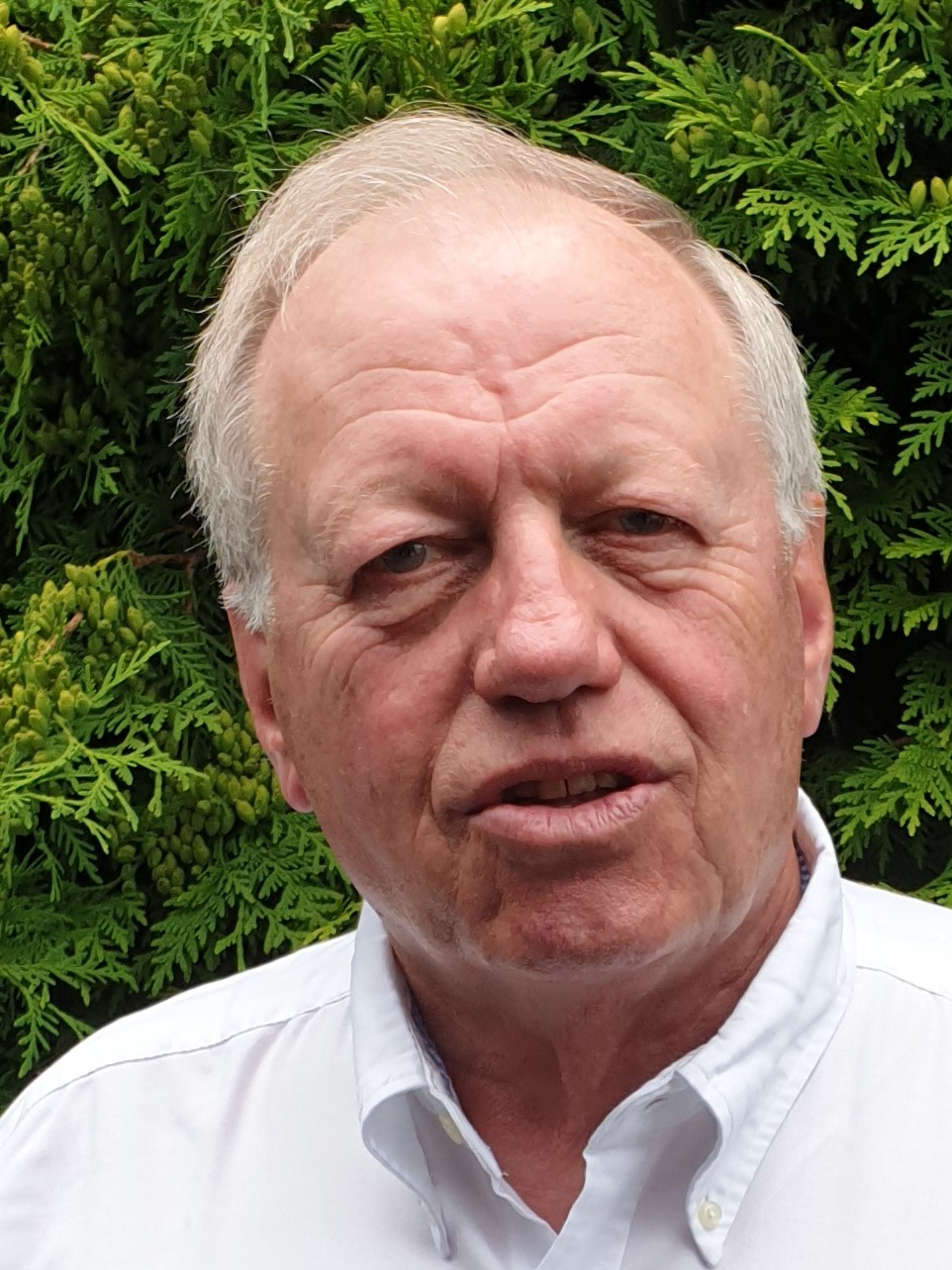
Porträt von Franz Porzsolt

Franz Porzsolt (* 1946 in Regensburg) ist ein deutscher Arzt, Onkologe und Versorgungsforscher.

## Werdegang
Er studierte an der Universität Marburg Humanmedizin und war als DFG-Stipendiat am Ontario Cancer Institute in Toronto tätig. Seine Facharztweiterbildung als Onkologe absolvierte Franz Porzsolt bei Hermann Heimpel am Universitätsklinikum Ulm. Franz Porzsolt war 10 Jahre Mitglied im Vorstand des Tumorzentrums Ulm.

## Wissenschaftliche Arbeit
Franz Porzsolt promovierte 1973 an der Universität Marburg zu dem Thema: Über die Nachweisbarkeit nichtabsorbierbarer Antigene bei malignen Tumoren am Beispiel der Serum- und Urinveränderungen bei Patienten mit hypernephroidem Carcinom in der Humanmedizin. Er habilitierte sich 1984 an der Universität Ulm zu dem Thema: Natürliche Killer-(NK)-Zellen bei Patienten mit hämatologischen Systemerkrankungen. Erste wissenschaftliche Publikationen veröffentlichte Franz Porzsolt in den Jahren 1971–1974 auf dem Gebiet der Urologie und der Sportmedizin.  Ab dem Jahr 1975 widmete er sich in seinen Publikationen onkologischen Fragestellungen. Seit dem Jahr 1994 prägte er in den wissenschaftlichen Publikationen seinen Begriff von klinischer Ökonomik. Er veröffentlichte (Stand März 2021) bisher 437 wissenschaftliche Beiträge als Autor oder Co-Autor, überwiegend als wissenschaftliche Peer-Review-Veröffentlichungen.
Als ein weiteres praktisches Beispiel seiner wissenschaftlichen Arbeit kann neben der Definition der klinischen Ökonomik auch die Ergänzung der 5 Schritte der Umsetzung der Evidenzbasierten Medizin nach David Sackett um einen weiteren Schritt genannt werden. Hier versucht Franz Porzsolt durch Einfügen eines weiteren Schrittes die genannten medizinische Eingangsfrage zusätzlich mit interner
Evidenz zu beantworten. Bei der Lösung der jeweiligen medizinische Fragestellung sollen so auch unter Berücksichtigung der Evidenzbasierten Medizin das eigene Wissen aus Studium, Fortbildungen, klinischer Praxis bzw. Erfahrungen sowie Informationen aus der Arzt-Patientenbeziehung mit berücksichtigt werden.

## Auszeichnungen
Im Jahr 2012 wurde Franz Porzsolt mit dem Deutschen IQ-Preis des Vereins Mensa ausgezeichnet.